# Vincetoxicum nigrum
Vincetoxicum nigrum là một loài thực vật có hoa trong họ La bố ma. Loài này được Moench miêu tả khoa học đầu tiên năm 1802.

## Hình ảnh

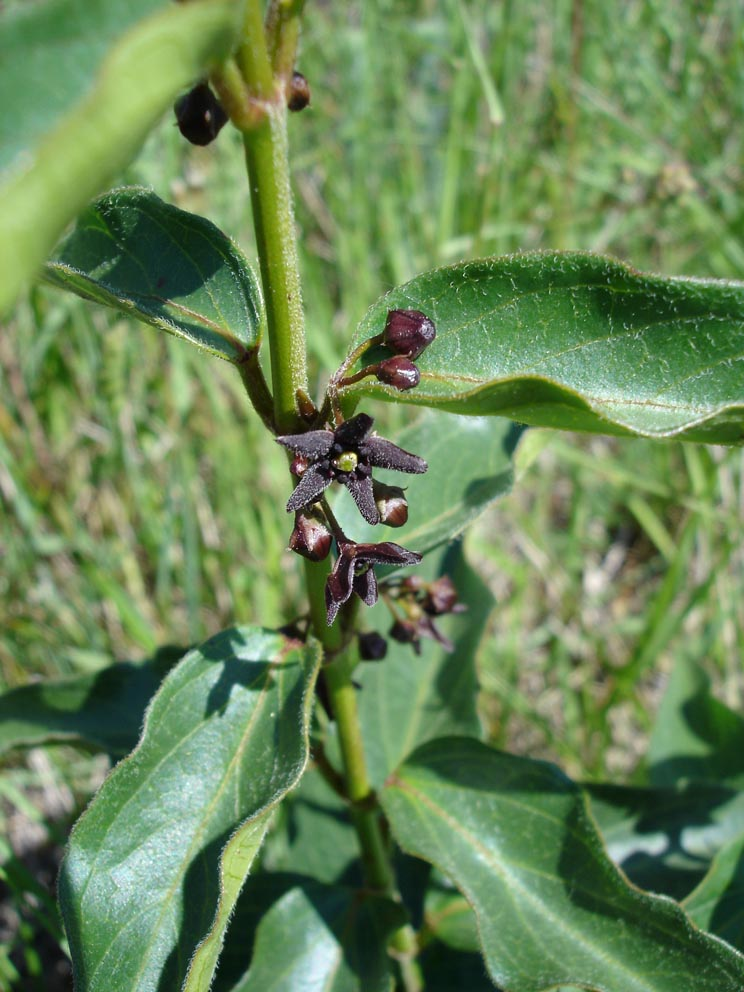
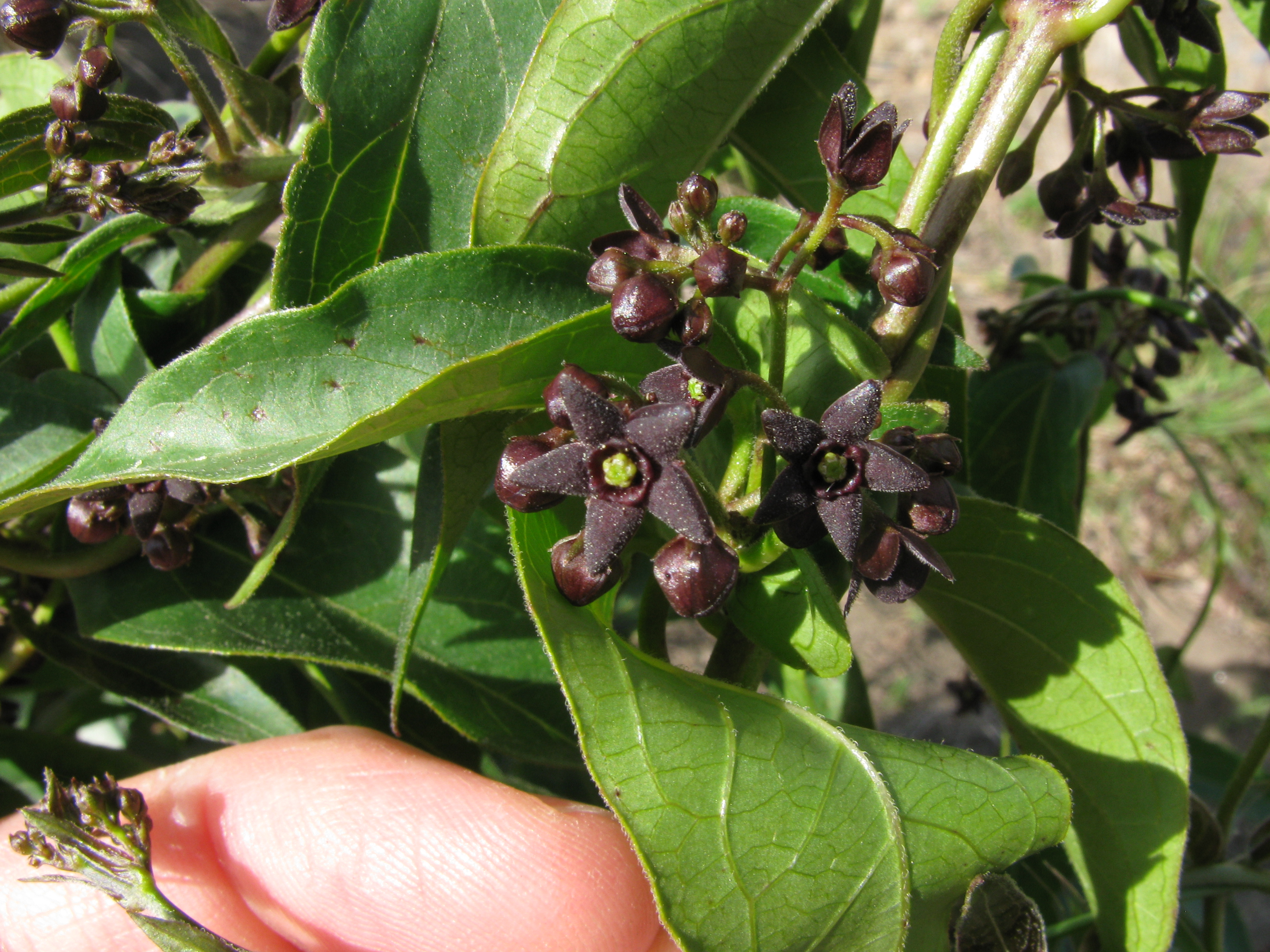
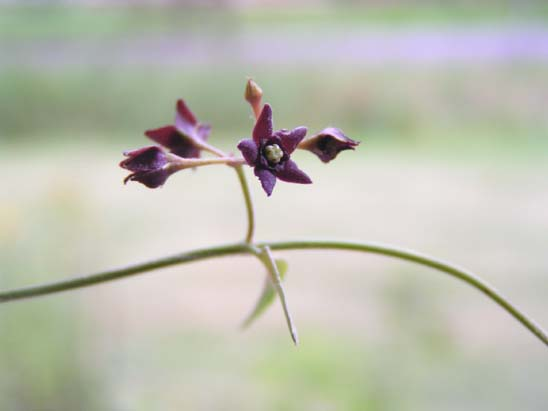
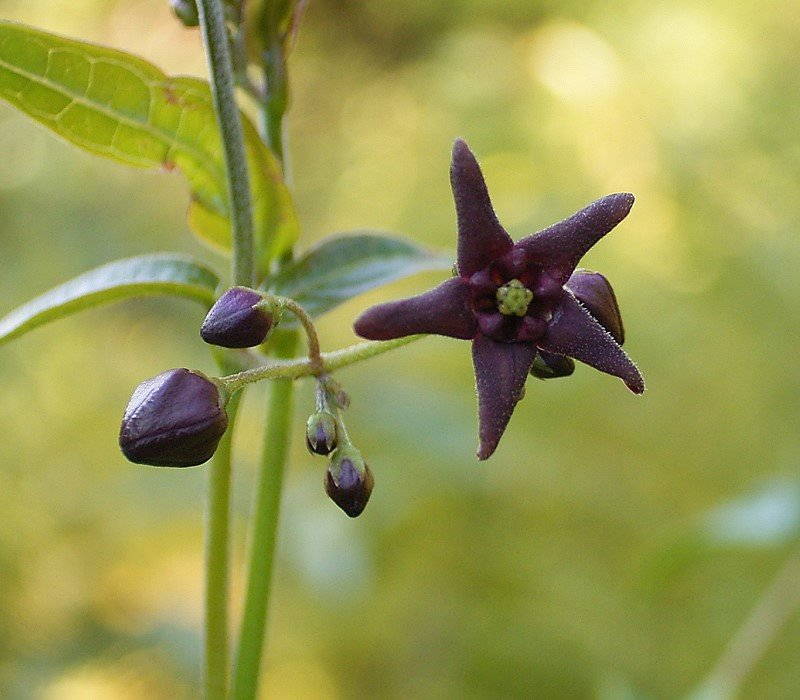
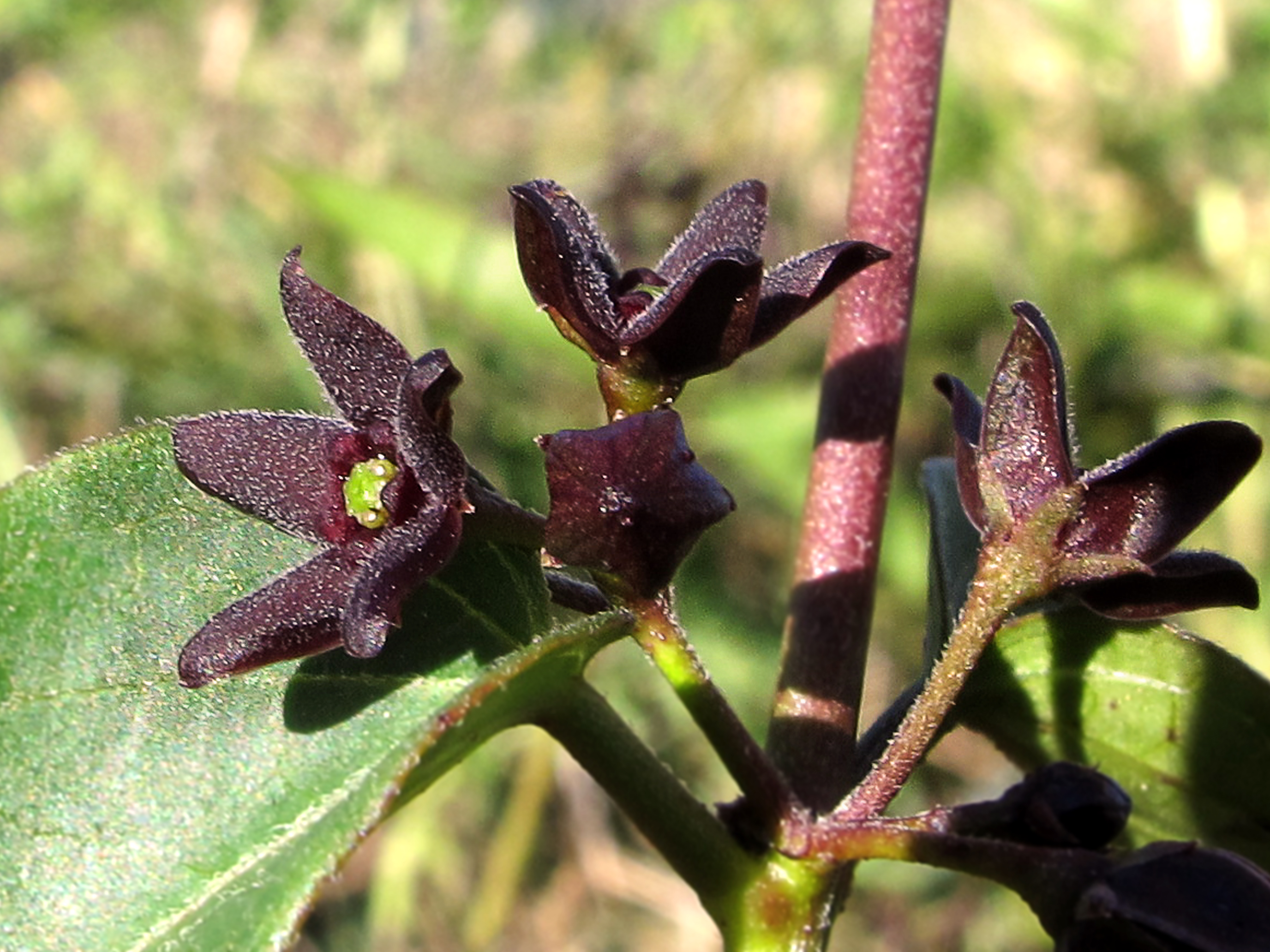